# Alla tiders historielärare
Alla tiders historielärare var ett pris som från 2003 årligen delades ut av Gleerups Utbildning AB och De svenska historiedagarna till en historielärare som gjort stora insatser i ämnet.
Priset förefaller inte ha delats ut efter år 2008.

## Pristagare
- 2003: Lennart Olsson - Alströmergymnasiet i Alingsås[1]
- 2004: Mats Olsson - Lerums gymnasieskola
- 2005: Olov Thunman - Hammargymnasiet i Sandviken
- 2006: Åsa Olovsson - Tessinskolan i Nyköping[2]
- 2007: Lars Andersson - Bergagymnasiet i Eslöv
- 2008: Marie Andersson - Johannes Hedberggymnasiet  i Helsingborg

## Alla tiders historielärare

### Priset
Priset består av 20 000 kronor och utbetalas dit läraren är verksam. Pengarna ska gå till vidareutbildning för läraren inom historieämnet.

### Nominering
Alla historielärare har chansen att vinna priset. Lärare och elever kan nominera och en nominering ska
- gälla en verksam lärare vid en gymnasieskola eller komvux.
- visa hur läraren gjort för att stärka historieämnet på skolan där denne jobbar samt i sin kommun och dessutom ha väckt ett intresse för historia hos elever samt allmänheten.
- innehålla en beskrivning av lärarens arbetssätt på max 1000 ord.

### Juryn
Juryn som utser vinnaren består av följande personer:
- Klas-Göran Karlsson, professor vid Lunds universitet
- Lars Hjalmarson, bokförläggare, De Svenska Historiedagarna
- Maja Hagerman, författare
- Sirpa Sternad, avdelningschef, Gleerups Utbildning AB
- Ulf Wagner, läromedelsutvecklare, Gleerups Utbildning AB